# Veliki gnjurac
Veliki gnjurac (lat. Podiceps major; snonim Podicephorus major) je najveća vrsta gnjuraca na svijetu.
Obitava u sjeverozapadnom Peruu, te od jugoistočnog Brazila do Patagonije i središnjeg Čilea. Populacija iz južnog Čilea, smatra se zasebnom podvrstom  P. m. navasi.
Obitava u plitkim i sporim rijekama (često okruženim šumom), kao i u estuarijskim močvarama. Izvan sezone parenja, većina ptica preselit će se u estuarije i zaljeve. Ne-rasplodne ptice mogu živjeti uz obale tijekom cijele godine.
Po veličini više sliči na guske ili kormorane nego na tipične gnjurce. Dugi su 67-80 cm, a obično teže oko 1,6 kg, ali mogu biti i preko 2 kg. Imaju riđu boju vrata i prsa, crnkastu po leđima i bjelkasti trbuh. Glava je garavo-siva s crvenkasto smeđim očima. Zbog njegove veličine i jedinstvene obojenosti, lako ga je determinirati.
Hrani se uglavnom ribom. Također i s kukcima, rakovima i mekušcima. Ponekad jedu i mladunčad drugih ptica močvarica, osobito liska.